# HK G11突擊步槍
G11是西德在1960年代後期開始開發，1980年代完成的無殼彈犢牛式突擊步槍項目，原意為取代HK G3成為新一代制式步槍。西德把步槍整體項目交由黑克勒-科赫負責、諾貝爾炸藥（Dynamit Nobel）負責無殼彈技術、亨索德·韋茨拉爾則負責瞄準鏡部份，三家公司組成了GSHG（Gesellschaft für Hülsenlose Gewehrsysteme）共同開發。
整個G11的開發計劃長達20年，投入經費極高，購置计划也非同小可。正當G11完成研發之際，華沙公約组织於1990年代初解散，同時兩德實現了統一，冷戰結束。由於動用大量經費購置新槍械及新彈藥的需求突然消失，G11計劃雖然在技術上成功完成，但卻因欠缺訂單而從未大量投產。H&K也因G11的研發費用及訂單落空而陷入財政困難，1991年被英國航太的皇家軍械公司收購，但其後在2002年德國私人投資公司向英國航太購回H&K， 並成立德國集團控股公司 HK Beteiligungs GmbH。

## 槍械設計

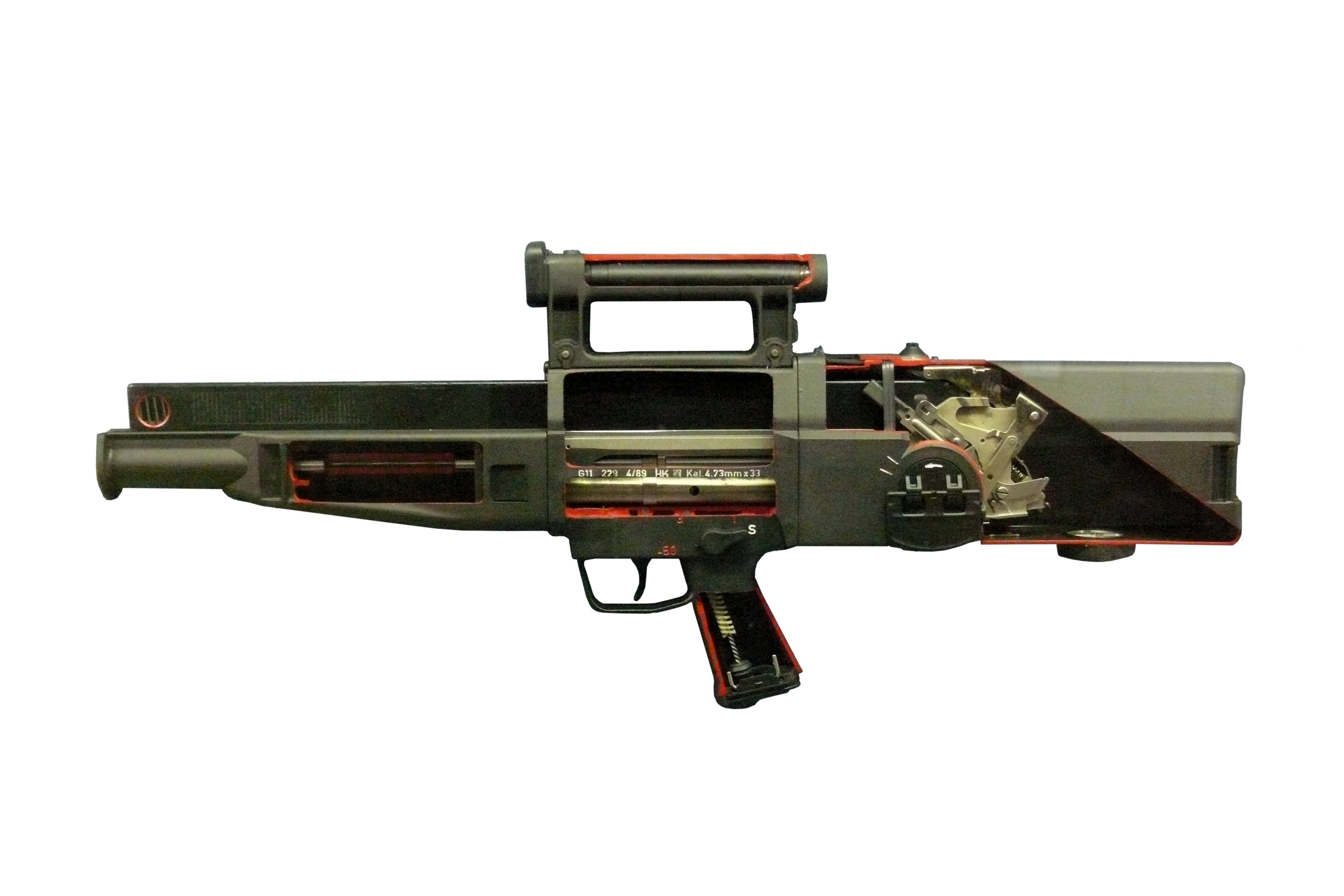
G11最終原型的切面樣版.

G11使用4.73×33毫米無殼彈，由包著彈頭的推進火藥被壓成正方體而成，顧名思意並無彈殼，因此也沒有拋殼口。全槍運用犢牛式設計，槍栓藏於槍托內，而彈匣則置於護木上方與槍管平行（與FN P90類似），子彈則與槍管成90度，彈頭指向下方。

### 運作原理

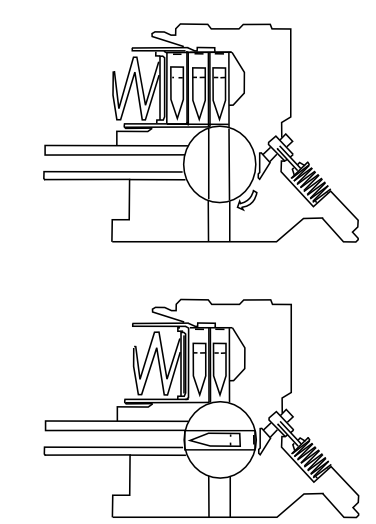
G11進彈的運作圖示

G11的運作原理上膛時，子彈被向下推進旋轉式槍膛，然後旋轉式槍膛旋轉90度，使子彈與槍管平行並且彈頭指向槍管，同時使擊針扳到待發狀態，如此上膛程序就已經完成。接著，扳機和擊針擊發子彈並將其發射，子彈加速時，後座力使槍管、槍膛、彈匣及相關機械組件在機匣內後移，後移的目的在單發及全自動模式是為了將後座能量消散以減少後座力，在三連發模式則會觸動其他機械部件令其餘兩發子彈在後移期間發射。當後移完畢時，三發子彈就已經發射出去，以實現在極短時間內完成發射三發子彈。當後移過程完成，槍管內的火藥氣體會推動旋轉式槍膛繼續旋轉，完成將下一發子彈送入槍膛及餘下的上膛動作，並準備好再次發射。
若無法正常射擊，射手只要上膛兩次就能在緊急排彈口將有問題的子彈排出。

### 性能特點
G11的射擊模式有3種：單發、三發點放及全自動連續射擊。考慮到要盡量提高命中率及減少全自動射擊時射速過高而浪費彈藥的情況，G11的性能有下列特點：當处於單發及連發模式，在子彈加速時，整組機械（槍管、槍膛、彈匣及相關機械組件）在機匣內後移能消除大部份後座力，而全自動射擊時，後移使發射週期增長，令射速被故意降低到460發／分鐘，以減少不必要的彈藥浪費，同時也減低後座力以改善可控性及提高命中率。
在三連發射擊時，G11的射速達2,000發／分鐘，即36發／秒，三連發所需時間只需1／18秒。如此短暫的時間，加上整組發射機械在機匣內後移產生緩衝作用，在後座力還未對機匣的指向有显著改變前，3發子彈就已經全數射出，確保了第2和第3發子彈的精確度與第1發不會相差太多，因而提高了命中率。
由於使用無殼彈，其子彈重量較北約的5.56×45毫米SS109制式步槍彈輕50%，體積也只有其43%，因此士兵可以攜帶更多子彈，彈匣內也可以裝填更多子彈，減少重新裝填次數。另外，沒有拋殼口令整把槍可以左右手互換操作。

## 子彈設計

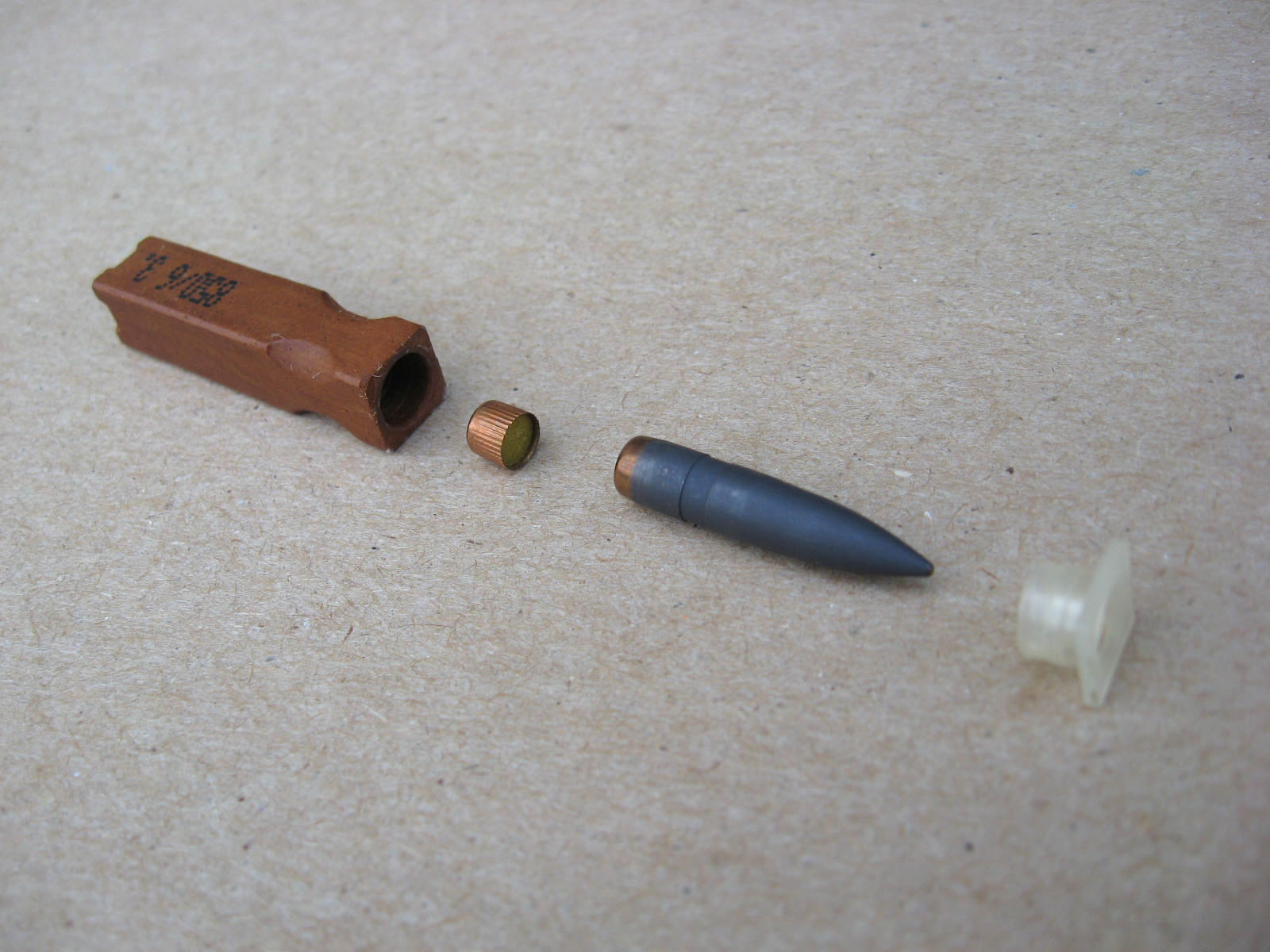
被分解後的4.73×33毫米無殼子彈

研發無殼彈是一项極大的挑戰，一般子彈的彈殼具有下列非常重要的作用：
- 承載推進火藥。
- 在發射時彈殼膨脹，壓向槍膛，減少了與槍膛之間的縫隙，有助形成密氣作用。
- 發射後被拋出時把火藥燒不盡的殘餘物帶走。
- 拋殼時把部份熱量一起帶走，讓槍膛不至過熱而使得下一發上膛的子彈自燃走火。

研發無殼彈就必须解決上述問題。為此，負責研發無殼子彈的諾貝爾炸藥公司研發出高燃點溫度推進劑（HITP），令4.73×33毫米子彈在較一般子彈高100℃才會發射，以避免子彈自燃走火。子彈设计為方形，使其在彈匣內時可以用盡空間以容納多一點推進劑。

## 使用與後續發展
1990年，G11研發完成时冷戰剛巧結束，加上東西德統一，原準備裝備G11的德國聯邦國防軍及北約成員國取消了購置計劃，最後只少批量生產了1,000把，部份交到德國聯邦國防軍中使用，但這些武器目前狀況不明。
2004年，美國陸軍購入了G11的技術授權，並將其應用於輕量化小型武器技術項目，該項目預定研發一系列以塑膠作定裝藥筒或使用無殼彈的槍械。

## 流行文化
儘管HK G11從未被任何國家正式採用，它曾出现在一些小說、電子遊戲和動畫之中。

### 電子遊戲
- 1998年—：型號為G11 K2，命名為「H&K G11」和「H&K G11E」。
- 2000年—《三角洲部队：大地勇士》：配备一体式2倍瞄准镜，弹匣容量48发，可全自動射擊，具有全游戏登场槍械中最高的射速。
- 2009年—《穿越火线》：命名为“G11”，擁有多种塗裝，以45发弹匣供弹并且可以切换到射速较高的三發點放模式，是BOSS挑战箱的特殊奖励武器。
- 2007年—《絕對武力Online》：型號為G11 K2，命名為「HK G11」，使用啞黑色槍身，以50發彈匣供彈並可切換到射速較高的三發點放模式。
- 2010年—：型號為G11 K2，命名為「G11」，使用48發彈匣供彈，只能三發點放，奇怪地會出現於1960年代並且預設地配備Troy（英语：Troy Industries）機械瞄具（還被前後倒置地安裝）。戰役模式中只於「數字」關卡中出現在丹尼爾·克拉克博士位於香港九龍城寨的軍火庫裡。聯機模式可於購買所有其他突擊步槍後解鎖，並可改用低倍率或高倍率瞄準鏡。
- 2012年— 《2》：由欧盟菲林步兵所使用。
- 2014年—《战争游戏：红龙》：德国特种部队的90年代版本会使用g11作为主武器。
- 2016年— 《少女前線》：命名為 G11。立繪型號為G11 K2，五星槍娘，重型製造或一般建造取得(04:04:00)，404小隊成員之一。
- 2020年— 《Phantom forces》(Roblox)：命名為「G11K2」 在等级211时解锁。
- 2022年—《Rolling Thunder》（Roblox）命名為「G11」 在等级30时解锁。
- 2023年—《蔚藍檔案》：飛鳥馬季的固有武器「Secret Time」原型。

### 動畫
- 2007年—《DARKER THAN BLACK － 黑之契約者》：型號為G11 K2，由潘朵拉安全部隊所使用。

### 電影
- 1993年—《超級戰警》：以「電磁加速槍」之名出現於電影中2032年的歷史博物館裡。

## 外部連結
- Civiliangunner
- Industrie Werke Karlsruhe G11（页面存档备份，存于）
- IWK G11（页面存档备份，存于）
- IWK G11（页面存档备份，存于）
- Youtube上的介紹影片(日語):https://www.youtube.com/watch?v=UoTU-X0qbnQ&feature=youtu.be（页面存档备份，存于）